# 高知信用金庫
高知信用金庫（こうちしんようきんこ）は、高知県高知市に本店を置く信用金庫である。通称：『.comBANK（ドットコムバンク）』。以前のキャッチフレーズは『にこにこ明るい高知信用金庫』であった。

## 概要
2021年度末現在の預金残高は8,000億円を超え、四国の信金では最大。全国的にも有数の規模を誇る。
自己資本比率も近年40%以上を安定して維持するなど経営基盤は盤石だが、その一方で貸出金残高は伸び悩み、預貸率も信金業界の平均水準である5割をはるかに下回る1割以下に過ぎない。貸出金残高だけを取れば、高知県内にあるもう一つの信金で預金残高では当信金の5分の1以下の幡多信用金庫をも下回る（高知信金698億円、幡多信金902億円。2021年度末現在）。収益の大半は株と債券の運用益に依存しており、その結果として安定的な配当収入が見込める九州電力や関西電力といった電力会社で大株主（所有議決権数上位10位以内）に名を連ねている。なお、これらの証券投資で得た収益の還元策として、高利回り定期預金「収益還元型定期預金・リターンA」を提供している。
2011年6月には、信金界では初の女性トップとして、山崎久留美が理事長に昇格した。
勘定系システムは富士通が担当している。2025年1月には、オープンシステムを採用した新勘定系として「CORE01」を富士通と共同開発し、2030年1月を目処に稼働させる方針を明らかにした。

## 沿革
- 1923年1月25日 - 須崎信用組合として設立。
- 1951年12月10日 - 須崎信用金庫と改称。
- 1962年9月1日 - 伊野信用金庫と合併し、高知中央信用金庫と改称。
- 1965年11月1日 - 高知県信用組合の事業の全部を譲り受ける。
- 1968年11月1日 - 高知信用金庫と改称。
- 1970年6月 - 久礼支店が中土佐町の指定金融機関となる。
- 1972年12月 - 本店ビル竣工。
- 1974年10月1日 - 安芸信用金庫と合併する。
- 2012年9月 - 預金残高が6,000億円を超える。

## ATMについて
金庫のATMは「強力（ゴーリキ）ATM」の愛称を持つ。四国内の信用金庫も含めてキャッシュカードの入出金については利用可能な全時間帯において手数料が徴収されない。さらにそれ以外の信用金庫のキャッシュカードによる入出金についてはしんきんATMゼロネットサービスのサービス時間帯(平日のみ)に限り同様に手数料が徴収されない。
一方で、セブン銀行とのATM提携は実施されておらず、2024年6月3日に苫小牧信用金庫が提携したことで唯一の未提携信金となった。また、ローソン銀行及びイオン銀行においても入金取引はできず、入金ネットにも加盟していない。

### 注
1. ↑  2008年10月1日、信金大阪共同事務センターに加盟する四国内の9信用金庫において、ATM相互入出金手数料を完全無料化したが、高知信金は独自のシステムを採用しているため、当初は参加していなかった。その後参加している。